# Auguste Couder

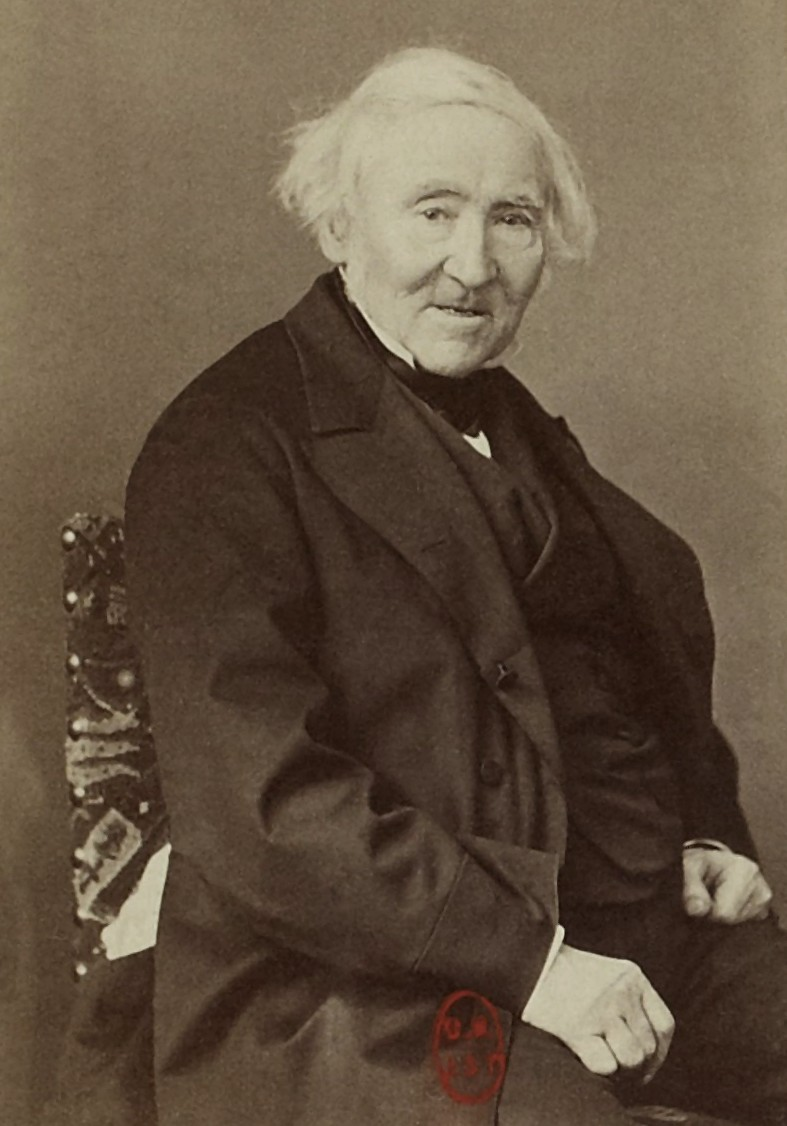
Auguste Couder.

Louis-Charles-Auguste Couder, född den 1 april 1790 i London, död den 21 juli 1873 i Paris, var en fransk målare.
Couder, som var lärjunge till David och Regnault, grundlade sitt rykte med Leviten från Efraim (1817) och studerade sedermera freskomåleri i München. Han målade med stor framgång scener ur Frankrikes historia. Slaget vid Lauffeld, Les états généraux och Eden i Bollhuset med flera tavlor i Versailles hör till hans bästa och mest omtyckta arbeten. Av honom finns dessutom välgjorda porträtt samt fresker i La Madeleine och Saint-Germain-l'Auxerrois i Paris. 